# Ophiopogon kradungensis
Ophiopogon kradungensis là một loài thực vật có hoa trong họ Măng tây. Loài này được M.N.Tamura mô tả khoa học đầu tiên năm 1990.